# 想い出まくら
想い出まくら（おもいでまくら）は、シンガーソングライター・小坂恭子が1975年に発表した自作曲で、3枚目のシングル。
発売元はキャニオン・レコード。

## 概要
ヤマハポピュラーソングコンテスト（以下、ポプコン）出身の小坂が、前年にメガヒットした同じポプコン出身の小坂明子「あなた」と同じく、ピアノを弾きながら演奏するスタイルでテレビに出まくり、85万枚、130万枚を売り上げ、さくらと一郎「昭和枯れすゝき」、布施明「シクラメンのかほり」に次いで1975年オリコン年間3位の大ヒットとなった。
世界観はりりィ「私は泣いています」に共通するが、小坂は当時22歳で、ベッドでの男性との情事を歌った際どい歌詞に様々な憶測が流れた。小坂自身「タバコを吸うかわいい友人の女性がモデル。それに私の空想と、誰かそばにいつもいてほしいという女性の願望を詞にしただけ」と話した。その願望は女性の共通項だったのか、男性よりも女性の方が店頭でレコードを手に取ったといわれる。
2025年1月、テレビアニメ『サラリーマンが異世界に行ったら四天王になった話』第3話の挿入歌にオリジナル音源が起用された。

## 収録曲
1. 想い出まくら
  - 作詞：小坂恭子、作曲：小坂恭子、編曲：福井峻
2. 恋の足跡
  - 作詞：小坂恭子、作曲：小坂恭子、編曲：萩田光雄

## カバー
- 研ナオコ（1975年）アルバム「愚図」収録。
- やまがたすみこ（1976年）アルバム「すみこ・ふぁいる」収録。
- 高田橋久子（1978年）アルバム「ハートにタッチ」収録。
- 髙橋真梨子（2001年）アルバム「ClaChic -クラシック-」収録。
- 安倍理津子（2003年）シングル「想い出まくら/バラの香水」収録。
- 中澤裕子（2002年）アルバム「FOLK SONGS 3」収録。
- 小柳ルミ子（2002年）アルバム「小柳ルミ子 CD-BOX」収録。
- 森昌子（2008年）アルバム「エンカのチカラ -SONG IS LIFE 70's-」収録。
- 麻丘めぐみ（2009年）アルバムCD盤「春支度」収録。